# Rubén Mateo
Rubén Amaurys Mateo (nacido el 10 de febrero de 1978 en San Cristóbal) es un jardinero central dominicano que jugó en las Grandes Ligas de Béisbol. Jugó durante seis temporadas en las Grandes Ligas, jugando para los Rangers de Texas, Rojos de Cincinnati, Piratas de Pittsburgh, y Reales de Kansas City. También jugó en la Organización Coreana de Béisbol para los Mellizos LG. Actualmente juega en la Liga Nicaragüense de Béisbol Profesional para los Gigantes de Rivas.
Fue firmado como amateur por los Rangers en 1994. Jugó su primera temporada como profesional, en el béisbol estadounidense, con los Charleston RiverDogs en 1996. En 2007, jugó para el equipo Doble-A de los Cerveceros de Milwaukee, los Huntsville Stars y para los Newark Bears de la Atlantic League of Professional Baseball, donde jugó en la Serie de Campeonato de esa liga. Mateo regresó a los Newark Bears para la temporada 2008. Ha jugado en la Liga Mexicana para los Vaqueros Laguna y Broncos de Reynosa; y para Tiburones de La Guaira en la Liga Venezolana.